# Pallavolo Scandicci Savino Del Bene 2020-2021
Questa voce raccoglie le informazioni riguardanti la Pallavolo Scandicci Savino Del Bene nelle competizioni ufficiali della stagione 2020-2021.

## Stagione
Nella stagione 2020-21 la Pallavolo Scandicci Savino Del Bene assume la denominazione sponsorizzata di Savino Del Bene Scandicci.
Raggiunge le semifinali nella Supercoppa italiana, venendo eliminata dall'Imoco.
Partecipa per la settima volta alla Serie A1; chiude la regular season di campionato al quinto posto in classifica, qualificandosi per i play-off scudetto, dove viene eliminata nelle semifinali dall'Imoco.
Grazie al quinto posto in classifica al termine del girone di andata della regular season di campionato, la Savino Del Bene si qualifica per la Coppa Italia, estromessa ai quarti di finale a seguito della sconfitta contro la Pro Victoria.
Partecipa inoltre alla Champions League: superata la fase a gironi con il primo posto in classifica nel proprio raggruppamento, viene eliminata dalla competizione dall'Imoco, a seguito della doppia sconfitta maturata nei quarti di finale.

## Organigramma societario
Area direttiva
- Presidente: Sergio Bazzurro

Area tecnica
- Allenatore: Massimo Barbolini
- Allenatore in seconda: Alessandro Beltrami

## Rosa
| N° | Nome              | Ruolo | Data di nascita   | Nazionalità sportiva |
| -- | ----------------- | ----- | ----------------- | -------------------- |
| 3  | Magdalena Stysiak | S/O   | 3 dicembre 2000   | Polonia              |
| 4  | Ofelia Malinov    | P     | 29 febbraio 1996  | Italia               |
| 5  | Mina Popović      | C     | 16 settembre 1994 | Serbia               |
| 6  | Srna Marković     | S     | 6 giugno 1996     | Austria              |
| 7  | Elena Pietrini    | S     | 17 marzo 2000     | Italia               |
| 8  | Enrica Merlo      | L     | 28 dicembre 1988  | Italia               |
| 9  | Marina Lubian     | C     | 11 aprile 2000    | Italia               |
| 10 | Luna Carocci      | L     | 10 luglio 1988    | Italia               |
| 11 | Agnese Cecconello | C     | 6 novembre 1999   | Italia               |
| 12 | Martina Šamadan   | C     | 11 settembre 1993 | Croazia              |
| 13 | Kimberly Drewniok | O     | 11 agosto 1997    | Germania             |
| 14 | Elica Vasileva    | S     | 13 maggio 1990    | Bulgaria             |
| 16 | Lucia Bosetti     | S     | 9 luglio 1989     | Italia               |
| 17 | Megan Courtney    | S     | 27 ottobre 1993   | Stati Uniti          |
| 18 | Letizia Camera    | P     | 1º ottobre 1992   | Italia               |

## Mercato
| Acquisti | Acquisti          | Acquisti      | Acquisti   |
| R.       | Nome              | da            | Modalità   |
| -------- | ----------------- | ------------- | ---------- |
| P        | Letizia Camera    | Casalmaggiore | definitivo |
| L        | Luna Carocci      | RC Cannes     | definitivo |
| C        | Agnese Cecconello | Roma Club     | definitivo |
| S        | Megan Courtney    | AGIL          | definitivo |
| O        | Kimberly Drewniok | Schweriner    | definitivo |
| S        | Srna Marković     | Cuneo Granda  | definitivo |
| C        | Mina Popović      | Casalmaggiore | definitivo |
| C        | Martina Šamadan   | MTV Stoccarda | definitivo |

| Cessioni | Cessioni             | Cessioni       | Cessioni   |
| R.       | Nome                 | a              | Modalità   |
| -------- | -------------------- | -------------- | ---------- |
| S        | Samantha Bricio      | Dinamo-Ak Bars | definitivo |
| L        | Paola Cardullo       | -              | svincolata |
| P        | Giulia Carraro       | Pro Victoria   | definitivo |
| S        | Alexa Gray           | UYBA           | definitivo |
| C        | Agnieszka Kąkolewska | Chemik Police  | definitivo |
| S        | Dayana Kosareva      | Casalmaggiore  | definitivo |
| C        | Beatrice Molinaro    | Mondovì        | definitivo |
| O        | Lonneke Slöetjes     | -              | ritirata   |
| C        | Jovana Stevanović    | UYBA           | definitivo |

## Risultati

### Serie A1

#### Girone di andata
| 1ª giornata - 20 settembre 2020 Palazzetto dello sport, Bergamo   | Bergamo         | 2 - 3 | Savino Del Bene       | 23-25, 25-22, 25-19, 21-25, 6-15  |
| 2ª giornata - 27 settembre 2020 Palazzetto dello Sport, Scandicci | Savino Del Bene | 3 - 1 | Wealth Planet Perugia | 17-25, 25-20, 25-22, 25-22        |
| 3ª giornata - 3 ottobre 2020 PalaVerde, Villorba                  | Imoco           | 3 - 0 | Savino Del Bene       | 25-18, 25-16, 25-21               |
| 4ª giornata - 11 ottobre 2020 Nelson Mandela Forum, Firenze       | San Casciano    | 0 - 3 | Savino Del Bene       | 22-25, 23-25, 19-25               |
| 5ª giornata - 14 ottobre 2020 Palazzetto dello Sport, Scandicci   | Savino Del Bene | 3 - 1 | Casalmaggiore         | 12-25, 25-22, 25-19, 25-19        |
| 6ª giornata - 18 ottobre 2020 PalaPiantanida, Busto Arsizio       | UYBA            | 1 - 3 | Savino Del Bene       | 23-25, 33-31, 18-25, 21-25        |
| 7ª giornata - 24 ottobre 2020 Palazzetto dello Sport, Scandicci   | Savino Del Bene | 2 - 3 | AGIL                  | 21-25, 17-25, 25-23, 25-23, 16-18 |
| 9ª giornata - 31 ottobre 2020 Palazzetto dello Sport, Monza       | Pro Victoria    | 3 - 2 | Savino Del Bene       | 25-21, 22-25, 25-13, 19-25, 15-10 |
| 10ª giornata - 25 novembre 2020 Palazzetto dello Sport, Scandicci | Savino Del Bene | 3 - 0 | Cuneo Granda          | 25-13, 25-10, 25-17               |
| 11ª giornata - 27 gennaio 2021 Palazzetto dello Sport, Scandicci  | Savino Del Bene | 2 - 3 | Chieri '76            | 25-22, 27-25, 20-25, 19-25, 7-15  |
| 12ª giornata - 15 novembre 2020 Palazzetto dello Sport, Scandicci | Savino Del Bene | 3 - 2 | Millenium Brescia     | 25-13, 22-25, 25-18, 14-25, 15-13 |
| 13ª giornata - 21 novembre 2020 PalaSanbapolis, Trento            | Trentino Rosa   | 0 - 3 | Savino Del Bene       | 21-25, 27-29, 21-25               |

#### Girone di ritorno
| 14ª giornata - 17 febbraio 2021 Palazzetto dello Sport, Scandicci | Savino Del Bene       | 3 - 0 | Bergamo         | 25-15, 25-19, 25-20               |
| 15ª giornata - 20 gennaio 2021 PalaEvangelisti, Perugia           | Wealth Planet Perugia | 1 - 3 | Savino Del Bene | 16-25, 25-23, 18-25, 21-25        |
| 16ª giornata - 13 gennaio 2021 Palazzetto dello Sport, Scandicci  | Savino Del Bene       | 0 - 3 | Imoco           | 22-25, 20-25, 15-25               |
| 17ª giornata - 10 febbraio 2021 Palazzetto dello Sport, Scandicci | Savino Del Bene       | 3 - 1 | San Casciano    | 25-14, 25-17, 24-26, 25-12        |
| 18ª giornata - 9 gennaio 2021 PalaRadi, Cremona                   | Casalmaggiore         | 1 - 3 | Savino Del Bene | 18-25, 25-17, 22-25, 21-25        |
| 19ª giornata - 17 gennaio 2021 Palazzetto dello Sport, Scandicci  | Savino Del Bene       | 1 - 3 | UYBA            | 27-25, 17-25, 20-25, 23-25        |
| 20ª giornata - 30 gennaio 2021 PalaTerdoppio, Novara              | AGIL                  | 3 - 0 | Savino Del Bene | 25-22, 25-23, 25-22               |
| 22ª giornata - 7 marzo 2021 Palazzetto dello Sport, Scandicci     | Savino Del Bene       | 1 - 3 | Pro Victoria    | 25-20, 21-25, 19-25, 29-31        |
| 23ª giornata - 14 febbraio 2021 PalaCastagnaretta, Cuneo          | Cuneo Granda          | 1 - 3 | Savino Del Bene | 23-25, 19-25, 25-17, 13-25        |
| 24ª giornata - 24 gennaio 2021 PalaMaddalene, Chieri              | Chieri '76            | 3 - 1 | Savino Del Bene | 22-25, 34-32, 25-17, 25-20        |
| 25ª giornata - 21 febbraio 2021 PalaGeorge, Montichiari           | Millenium Brescia     | 2 - 3 | Savino Del Bene | 14-25, 26-24, 25-20, 21-25, 12-15 |
| 26ª giornata - 28 febbraio 2021 Palazzetto dello Sport, Scandicci | Savino Del Bene       | 3 - 0 | Trentino Rosa   | 25-15, 25-18, 25-15               |

#### Play-off scudetto
| Ottavi di finale (gara 1) - 21 marzo 2021 Palazzetto dello sport, Bergamo   | Bergamo         | 0 - 3 | Savino Del Bene | 18-25, 17-25, 23-25               |
| Ottavi di finale (gara 2) - 24 marzo 2021 Palazzetto dello Sport, Scandicci | Savino Del Bene | 3 - 0 | Bergamo         | 25-16, 25-13, 25-20               |
| Quarti di finale (gara 1) - 28 marzo 2021 PalaPiantanida, Busto Arsizio     | UYBA            | 2 - 3 | Savino Del Bene | 25-17, 15-25, 30-28, 21-25, 13-15 |
| Quarti di finale (gara 2) - 31 marzo 2021 Palazzetto dello Sport, Scandicci | Savino Del Bene | 3 - 2 | UYBA            | 22-25, 25-21, 25-22, 22-25, 15-7  |
| Semifinali (gara 1) - 7 aprile 2021 PalaVerde, Villorba                     | Imoco           | 3 - 0 | Savino Del Bene | 25-23, 25-16, 25-14               |
| Semifinali (gara 2) - 10 aprile 2021 Palazzetto dello Sport, Scandicci      | Savino Del Bene | 0 - 3 | Imoco           | 23-25, 19-25, 15-25               |

### Coppa Italia
| Quarti di finale - 10 marzo 2021 Palazzetto dello Sport, Monza | Pro Victoria | 3 - 1 | Savino Del Bene | 25-23, 23-25, 25-22, 25-18 |

### Supercoppa italiana
| Ottavi di finale - 29 agosto 2020 Palazzetto dello Sport, Scandicci   | Savino Del Bene | 3 - 1 | Millenium Brescia | 27-25, 25-27, 25-14, 25-23 |
| Quarti di finale - 2 settembre 2020 Palazzetto dello Sport, Scandicci | Savino Del Bene | 3 - 1 | Pro Victoria      | 25-22, 25-21, 25-27, 25-21 |
| Semifinali - 5 settembre 2020 Piazza dei Signori, Vicenza             | Imoco           | 3 - 0 | Savino Del Bene   | 25-17, 25-14, 25-22        |

### Champions League

#### Fase a eliminazione diretta
| Primo turno (andata) - 22 settembre 2020 Palazzetto dello Sport, Scandicci  | Savino Del Bene | 3 - 0 | TENT            | 25-14, 25-21, 25-17 |
| Primo turno (ritorno) - 23 settembre 2020 Palazzetto dello Sport, Scandicci | TENT            | 0 - 3 | Savino Del Bene | 23-25, 17-25, 14-25 |
| Secondo turno (andata) - 6 ottobre 2020 Palazzetto dello Sport, Scandicci   | Savino Del Bene | 3 - 0 | Chimik          | 25-15, 26-24, 25-12 |
| Secondo turno (ritorno) - 7 ottobre 2020 Palazzetto dello Sport, Scandicci  | Chimik          | 0 - 3 | Savino Del Bene | 16-25, 19-25, 11-25 |

#### Fase a gironi
| 1ª giornata - 1º dicembre 2020 Palazzetto dello Sport, Scandicci | Savino Del Bene    | 3 - 2 | UYBA            | 25-18, 11-25, 25-19, 23-25, 17-15 |
| 2ª giornata - 2 dicembre 2020 Palazzetto dello Sport, Scandicci  | Schweriner         | 1 - 3 | Savino Del Bene | 25-19, 19-25, 20-25, 21-25        |
| 3ª giornata - 3 dicembre 2020 Palazzetto dello Sport, Scandicci  | Developres Rzeszów | 0 - 3 | Savino Del Bene | 23-25, 18-25, 16-25               |
| 4ª giornata - 2 febbraio 2021 ARENA Schwerin, Schwerin           | Savino Del Bene    | 2 - 3 | UYBA            | 18-25, 25-21, 14-25, 25-18, 10-15 |
| 5ª giornata - 3 febbraio 2021 ARENA Schwerin, Schwerin           | Schweriner         | 0 - 3 | Savino Del Bene | 22-25, 13-25, 15-25               |
| 6ª giornata - 4 febbraio 2021 ARENA Schwerin, Schwerin           | Developres Rzeszów | 3 - 1 | Savino Del Bene | 33-35, 25-22, 25-22, 28-26        |

#### Fase a eliminazione diretta
| Quarti di finale (andata) - 24 febbraio 2021 Palazzetto dello Sport, Scandicci | Savino Del Bene | 2 - 3 | Imoco           | 25-17, 27-29, 30-28, 23-25, 15-17 |
| Quarti di finale (ritorno) - 3 marzo 2021 PalaVerde, Villorba                  | Imoco           | 3 - 0 | Savino Del Bene | 25-20, 25-17, 25-20               |

## Statistiche

### Statistiche di squadra
| Competizione        | Punti | In casa | In casa | In casa | In trasferta | In trasferta | In trasferta | Totale | Totale | Totale |
| Competizione        | Punti | G       | V       | P       | G            | V            | P            | G      | V      | P      |
| ------------------- | ----- | ------- | ------- | ------- | ------------ | ------------ | ------------ | ------ | ------ | ------ |
| Serie A1            | 45    | 15      | 9       | 6       | 15           | 10           | 5            | 30     | 19     | 11     |
| Coppa Italia        | -     | -       | -       | -       | 1            | 0            | 1            | 1      | 0      | 1      |
| Supercoppa italiana | -     | 2       | 2       | 0       | -            | -            | -            | 3      | 2      | 1      |
| Champions League    | 12    | 3       | 2       | 1       | 3            | 2            | 1            | 12     | 8      | 4      |
| Totale              | -     | 20      | 13      | 7       | 19           | 12           | 7            | 46     | 29     | 17     |

G = partite giocate; V = partite vinte; P = partite perse

### Statistiche dei giocatori
| Giocatore     | Serie A1 | Serie A1 | Serie A1 | Serie A1 | Serie A1 | Coppa Italia | Coppa Italia | Coppa Italia | Coppa Italia | Coppa Italia | Supercoppa italiana | Supercoppa italiana | Supercoppa italiana | Supercoppa italiana | Supercoppa italiana | Champions League | Champions League | Champions League | Champions League | Champions League | Totale | Totale | Totale | Totale | Totale |
| Giocatore     | P        | PT       | AV       | MV       | BV       | P            | PT           | AV           | MV           | BV           | P                   | PT                  | AV                  | MV                  | BV                  | P                | PT               | AV               | MV               | BV               | P      | PT     | AV     | MV     | BV     |
| ------------- | -------- | -------- | -------- | -------- | -------- | ------------ | ------------ | ------------ | ------------ | ------------ | ------------------- | ------------------- | ------------------- | ------------------- | ------------------- | ---------------- | ---------------- | ---------------- | ---------------- | ---------------- | ------ | ------ | ------ | ------ | ------ |
| L. Bosetti    | 29       | 26       | 15       | 8        | 3        | 1            | 0            | 0            | 0            | 0            | 3                   | 1                   | 1                   | 0                   | 0                   | 12               | 23               | 11               | 9                | 3                | 45     | 50     | 27     | 17     | 6      |
| L. Camera     | 22       | 3        | 1        | 0        | 2        | 1            | 0            | 0            | 0            | 0            | 3                   | 2                   | 1                   | 0                   | 1                   | 7                | 4                | 2                | 1                | 1                | 35     | 9      | 4      | 1      | 4      |
| L. Carocci    | 9        | 0        | 0        | 0        | 0        | 0            | 0            | 0            | 0            | 0            | 0                   | 0                   | 0                   | 0                   | 0                   | 5                | 0                | 0                | 0                | 0                | 14     | 0      | 0      | 0      | 0      |
| A. Cecconello | 4        | 6        | 2        | 3        | 1        | 0            | 0            | 0            | 0            | 0            | 2                   | 0                   | 0                   | 0                   | 0                   | 4                | 16               | 13               | 3                | 0                | 10     | 22     | 15     | 6      | 1      |
| M. Courtney   | 27       | 249      | 215      | 27       | 7        | 1            | 13           | 11           | 2            | 0            | 3                   | 21                  | 17                  | 3                   | 1                   | 11               | 109              | 88               | 20               | 1                | 42     | 392    | 331    | 52     | 9      |
| K. Drewniok   | 25       | 131      | 112      | 7        | 12       | 0            | 0            | 0            | 0            | 0            | 3                   | 1                   | 1                   | 0                   | 0                   | 8                | 54               | 43               | 4                | 7                | 36     | 186    | 156    | 11     | 19     |
| M. Lubian     | 30       | 254      | 205      | 33       | 16       | 1            | 9            | 4            | 4            | 1            | 3                   | 28                  | 19                  | 8                   | 1                   | 11               | 90               | 59               | 24               | 7                | 45     | 381    | 287    | 69     | 25     |
| O. Malinov    | 29       | 98       | 56       | 26       | 16       | 1            | 2            | 2            | 0            | 0            | 0                   | 0                   | 0                   | 0                   | 0                   | 10               | 40               | 24               | 11               | 5                | 40     | 140    | 82     | 37     | 21     |
| S. Marković   | 9        | 37       | 26       | 5        | 6        | -            | -            | -            | -            | -            | 3                   | 4                   | 3                   | 0                   | 1                   | 5                | 16               | 12               | 2                | 2                | 17     | 57     | 41     | 7      | 9      |
| E. Merlo      | 26       | 0        | 0        | 0        | 0        | 1            | 0            | 0            | 0            | 0            | 3                   | 0                   | 0                   | 0                   | 0                   | 8                | 0                | 0                | 0                | 0                | 38     | 0      | 0      | 0      | 0      |
| E. Pietrini   | 25       | 230      | 211      | 11       | 8        | 1            | 1            | 1            | 0            | 0            | 3                   | 34                  | 29                  | 3                   | 2                   | 7                | 60               | 54               | 3                | 3                | 36     | 325    | 295    | 17     | 13     |
| M. Popović    | 30       | 245      | 163      | 67       | 15       | 1            | 4            | 3            | 1            | 0            | 3                   | 24                  | 14                  | 8                   | 2                   | 11               | 93               | 62               | 24               | 7                | 45     | 366    | 242    | 100    | 24     |
| M. Šamadan    | 11       | 16       | 12       | 3        | 1        | 0            | 0            | 0            | 0            | 0            | 2                   | 2                   | 1                   | 0                   | 1                   | 1                | 11               | 8                | 2                | 1                | 14     | 29     | 21     | 5      | 3      |
| M. Stysiak    | 24       | 437      | 368      | 37       | 32       | 1            | 18           | 15           | 2            | 1            | 3                   | 69                  | 55                  | 5                   | 9                   | 11               | 209              | 173              | 15               | 21               | 39     | 733    | 611    | 59     | 63     |
| E. Vasileva   | 17       | 180      | 162      | 15       | 3        | 1            | 19           | 15           | 3            | 1            | -                   | -                   | -                   | -                   | -                   | 5                | 54               | 48               | 3                | 3                | 23     | 253    | 225    | 21     | 7      |

P = presenze; PT = punti totali; AV = attacchi vincenti; MV = muri vincenti; BV = battute vincenti